# Thielavia terricola
Thielavia terricola är en svampart som först beskrevs av J.C. Gilman & E.V. Abbott, och fick sitt nu gällande namn av C.W. Emmons 1930. Thielavia terricola ingår i släktet Thielavia och familjen Chaetomiaceae.  Arten är reproducerande i Sverige.Utöver nominatformen finns också underarten minor.